# Markurells i Wadköping (TV-serie)

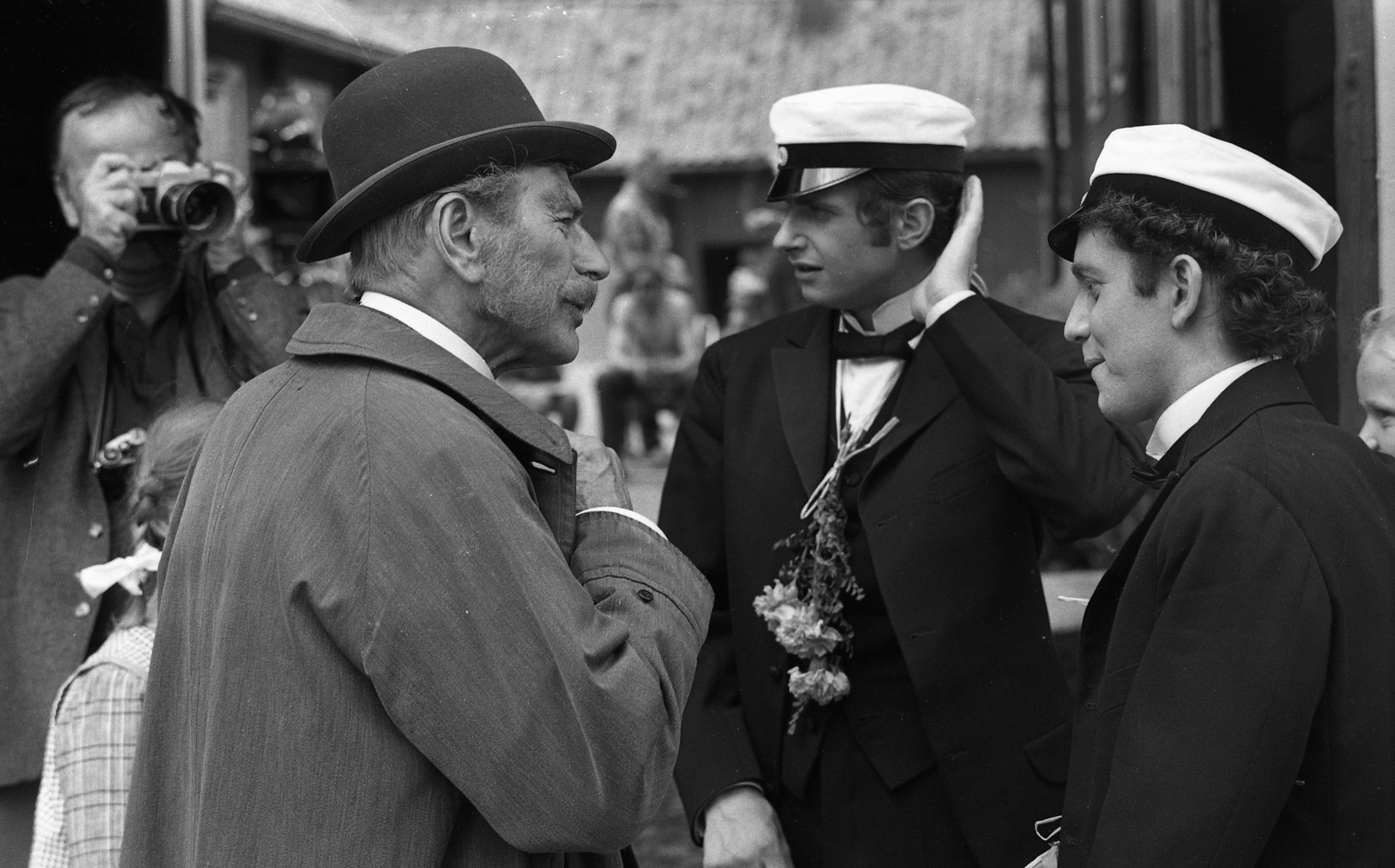
TV-inspelningen i Wadköping 31 maj 1968 av Markurells i Wadköping. Skådespelarna Edvin Adolphson, Ulf Brunnberg och Fred Hjelm är alla klädda i 1800-talskläder.

Markurells i Wadköping är en svensk dramaserie från 1968, med bland andra Edvin Adolphson och Eva Dahlbeck, i regi av Hans Dahlin. 

## Om serien
Serien premiärvisades i TV 25 december 1968. Serien har repriserats i SVT senast 2015. 
Manuset var en bearbetning av Gustaf Molander på Hjalmar Bergmans roman Markurells i Wadköping som utgavs 1919.
Filmfotograf var Bengt Nordwall. Den spelades in på olika platser i Örebro och runt Svartån och Kyrkbacken i Västerås. Första avsnittet inleds med en vybild över västra delen av Storgatan i Arboga.  
Markurells i Wadköping var Edvin Adolphsons sista framträdande som skådespelare. 
Serien blev genombrottet för skådespelaren Ulf Brunnberg.

## Roller i urval
- Edvin Adolphson – Harald Hilding Markurell
- Eva Dahlbeck – fru Karin Markurell
- Ulf Brunnberg – Johan Markurell, deras son
- Jan-Olof Strandberg – häradshövding Carl-Magnus de Lorche
- Barbro Larsson – fru Elsa de Lorche, född von Battwyhl
- Fred Hjelm – Louis de Lorche, paret de Lorches son
- Georg Årlin – Ivar Barfoth, lektor i historia
- Åke Brodin – Leo Leontin, adjunkt i naturkunnighet
- Olof Thunberg – rektor Blidberg
- Ebba Ringdahl – fröken Malin Rüttenschöld
- Gösta Cederlund – före detta landshövdingen, baron Axel Rüttenschöld
- Håkan Westergren – överste Reinhold Edeblad
- Gun Robertson – fru Amelie Edeblad, född von Battwyhl
- Arne Källerud – kapten Carl-Henrik Brenner
- Tor Isedal – perukmakare Ström
- John Harryson – Lundaprofessorn i teologi, domprosten Tollin, censor
- Åke Fridell – Uppsalaprofessorn i kemi, censor och frände till Carl- Magnus
- Sture Hovstadius – stadsvaktmästare Ohlson
- Fylgia Zadig – fröken Linder, skolföreståndarinna
- Gösta Prüzelius – doktor Rygell, stadsläkare
- Marika Lindström – Betty, husjungfru
- Anne-Marie Machnow - servitris

### Fotnoter
1. ↑  Svensk Filmdatabas, Svenska Filminstitutet, Svensk filmdatabas film-ID: 36492.[källa från Wikidata]